# Ferrucyon
Ferrucyon is een geslacht van uitgestorven hondachtigen dat tijdens het Plioceen in Noord-Amerika leefde. De typesoort is Ferrucyon avius.

## Vondsten
Fossielen van Ferrucyon zijn gevonden in de Refugio-formatie in Baja California in Mexico. De vondsten dateren uit de North American Land Mammal Age Blancan, ongeveer 4,9 tot 2,6 miljoen jaar geleden.

## Kenmerken
Ferrucyon was een omnivoor van ongeveer tachtig centimeter lang.

## Verwantschap
Aanvankelijk werd Ferrucyon beschreven als Cerdocyon avius en werd het zo beschouwd als een vroege verwant van de hedendaagse krabbenetende vos (Cerdocyon thous) uit Zuid-Amerika. Een studie uit 2020 toonde aan dat de soort tot een eigen geslacht gerekend moet worden. Ferrucyon is verwant is aan de Vulpini, die de echte vossen, lepelhond en wasbeerhond omvat. De nauwste verwanten zijn de wasbeerhond en de uitgestorven Noord-Amerikaanse soort Metalopex macconnelli.